# 時雨の松
時雨の松（しぐれのまつ）は、山形県の銘菓。
地元産の青畑大豆の粉末に砂糖や水飴を加えて練り、木型で押して松の模様をつけて作る干菓子である。
鮮やかな緑色が雨に濡れた松を思わせることから名づけられた。
米沢藩の時代の献上菓子で、藩主上杉鷹山がこれを褒めたたえ銘を与えたとされる。
道の駅米沢などでも、販売されている。